# Юлий Плацидиан
Юлий Плацидиан (лат. Iulius Placidianus) — римский политический и военный деятель второй половины III века.

## Биография
Номен Плацидиана — Юлий — свидетельствует о его галльском происхождении, так как многие галльские семьи стали римскими гражданами под патронажем рода Юлиев-Клавдиев. Примерно в 268/269 году Плацидиан с титулом vir perfectissimus был командующим отрядом, дислоцированным в Нарбонской Галлии и занимал должность префекта вигилов. Тот факт, что начальник вигилов возглавил военные подразделения, был абсолютным исключением и, возможно, связан с необходимостью отражения нападения готов на Нарбонскую Галлию. При императоре Клавдии II на Плацидиана была возложена ответственность за защиту рейнских границ. Плацидиану приписывается разгром узурпатора Домициана в районе к югу от Женевского озера в 271 году.
Примерно в 271 году при императоре Аврелиане Плацидиан назначается префектом претория в Галлии и остаётся им скорее всего до смерти Аврелиана. По версии Питера Джейкоба он сопровождал императора Аврелиана в Паннонию в 270 году после галльской кампании и, возможно, там поули назначение на должность префекта претория. В 273 году Плацидиан находился на посту ординарного консула с будущим императором Тацитом. Есть вероятность, что коллегой Плацидиана был Авл Цецина Тацит. Является спорным, был ли он принят в состав сената автоматически после назначения префектом претория или для этого понадобился отдельный указ императора. Предположительно, во время консульства Плацидиан продолжал боевые действия в Галлии против оставшихся формирований сепаратистов.
Со смертью Аврелиана о Плацидиане мы не встречаем никаких упоминаний.